# Alison Fernandez
Alison Fernandez est une actrice américaine née le 20 juillet 2005 dans le quartier de Brooklyn à New York.

## Filmographie

### Cinéma
- 2012 : Teacher of the Year : Lisa Fennelly
- 2014 : Ninja Turtles : Rosa Mendez
- 2014 : Most of My Memoirs Are Plagiarized : Amy Garcia
- 2016 : Only Yesterday : Taeko
- 2016 : Power Play : Sally
- 2017 : Logan : Delilah
- 2017 : Devil's Whisper : Alicia

### Télévision
- 2011-2015 : New York, unité spéciale : Zara Amaro (10 épisodes)
- 2012 : Celebrity Ghost Stories : Leticia (1 épisode)
- 2013-2015 : Orange Is the New Black : Eva (4 épisodes)
- 2014-2018 : Jane the Virgin : Jane à 10 ans
- 2015 : One Bad Choice : Catalina (1 épisode)
- 2016 : The Curious Kitty and Friends : Mimmi
- 2016 : Another Period : Ethanney (1 épisode)
- 2016 : Bienvenue chez les Huang : Sharlene (2 épisodes)
- 2016 : Clarence : la petite fille (1 épisode)
- 2016 : The Death of Eva Sofia Valdez : Isabel Valdez
- 2016-2017 : Ours pour un et un pour t'ours : voix additionnelles (5 épisodes)
- 2017 : An American Girl Story: Summer Camp, Friends for Life : Paz
- 2017-2018 : Vampirina : une étudiante (2 épisodes)
- 2017-2018 : Once Upon a Time : Lucy Vidrio (23 épisodes)
- 2018 : Life-Size 2: A Christmas Eve : Lex
- 2019 : Team Kaylie : Amber
- 2019 : For The People : une accusée